# حاجز أورطي
في القلب الذي يمر بطور التطور، يتم تقسيم الجِذع الشرياني وبَصلة القلب عن طريق الحاجز الأورطي. مما يجعل مظهره مقسمًا إلى ثلاثة أجزاء.
(1) تبرز خثرتان قاصيتان تشبهان التلال داخل لُمْعَة الأُنْبوب، ويتزايد حجمهما وتتلاقيان في النهاية فتندمجان لتكوِّنا حاجزًا يتخذ مسارًا حلزونيًا نحو النهاية الدانية للجِذع الشرياني. ويقسم هذا الحاجز الجزء القاصي من الجذع إلى وعاءين؛ الأبهر (أو الشريان الأورطي) والشريان الرئوي، واللذين يقعان جنبًا إلى جنب في الأعلى، ولكن يقع الجذع الرئوي بالقرب من القلب في الجزء الأمامي للأبهر (شريان).
(2) تظهر أربع وسائد شَغافِيَّة في الجزء الداني من الجِذع الشرياني في المنطقة التي سيكون فيها الصمامات الهلالية في المستقبل، ويرد أدناه وصف للطريقة التي يتصل بها هؤلاء بالحاجز الأورطي.
(3) تتطور خثرتان شغافيتان — أمامية وخلفية - في بَصَلَة القلب وتتحدان لتكونا حاجزًا قصيرًا، يتصل هذا من الأعلى مع الحاجز الأورطي ومن الأسفل مع الحاجز البطيني. وينمو الحاجز إلى أسفل بداخل البطين كفاصل مائل، والذي يندمج في النهاية مع الحاجز البطيني بطريقة تجعل بَصلة القلب تتصل مع الجذع الرئوي، وعن طريقه تتصل مع الزوج السادس من الأقواس الأورطية، بينما يتواصل البطين الأيسر مع الشريان الأورطى الذي يتصل بالأقواس الأورطية المتبقية.